# Secundino Delgado
Secundino Delgado Rodríguez (Santa Cruz de Tenerife, 5 de octubre de 1867-Santa Cruz de Tenerife, 4 de mayo de 1912) fue un político canario, considerado por algunos como el padre del nacionalismo canario y por otros como anarquista-independentista. Adquirió la nacionalidad cubana con la independencia de Cuba (1898).

## Biografía
Hijo del herrero Secundino Delgado del Castillo y de María Rodríguez Hernández, nació el 5 de octubre de 1867 en Santa Cruz de Tenerife, en las islas Canarias, España. En esa época es cuando comienzan a surgir en Tenerife las primeras organizaciones obreras y asociaciones de trabajadores; sin embargo, a pesar de que poco a poco se irían politizando, la función de estas primeras asociaciones era fundamentalmente asistencial y benéfica, influenciadas por la moral cristiana (llegando a participar en ellas personas ajenas a la clase obrera, como comerciantes católicos y pequeño-burgueses republicanos que colaboran en dichas asociaciones concibiéndolo como una obra de caridad). También ocupará un lugar importante el interés por la formación y educación de los trabajadores, en un contexto donde la inmensa mayoría de la población era analfabeta. Durante un cierto tiempo vivió en el municipio tinerfeño de Arafo, en la hoy conocida como "Casa de la esquina de los carros".

### Emigración a Cuba
La crisis de la cochinilla provoca que una gran parte de la población canaria se vea obligada a emigrar hacia América, siendo los puntos preferentes de destino Cuba y Venezuela. Así, Secundino Delgado, como muchos canarios, emigra a Cuba en 1885. 
En la isla caribeña Secundino va a sumarse a la causa de los independentistas cubanos, estableciendo contacto con sectores independentistas de corte anarquista y a comienzos de 1885 se establece en Estados Unidos (concretamente en Tampa). Allí trabajará en una fábrica de tabacos, participando además en el Círculo de Trabajadores. En Tampa participará en la redacción del periódico obrero El Esclavo, semanario de ideología anarquista que defendía la independencia de Cuba. El anarquismo tendrá una gran influencia en la ideología de Secundino Delgado, y en sus textos encontramos en ocasiones referencias a grandes teóricos anarquistas como Mijail Bakunin o Piotr Kropotkin. 
En ocasiones se especula sobre si Secundino Delgado y José Martí llegaron a conocerse; sin embargo no hay ningún escrito que lleve a considerar esta posibilidad; por otro lado, la actitud de los anarquistas hacia Martí fue, es y será siempre crítica, de hecho, el propio Martí, aún en los momentos en que llega a acercarse a los obreros, rechazará la lucha de clases defendida por anarquistas y comunistas. 
Secundino Delgado participará activamente en 1895 en la huelga de tabaqueros de Tampa, participando en las comisiones sindicales y siendo considerado uno de los cabecillas del conflicto, razón por la cual será detenido junto a otros activistas. Posteriormente se traslada a Cayo Hueso y de ahí regresa a La Habana, donde trabajará como herrero en una empresa de transportes, continuando también su actividad política (razón por la cual será despedido). Con posterioridad será acusado por las autoridades coloniales españolas de la elaboración del explosivo utilizado en un atentado contra la Capitanía General de La Habana, si bien parece poco probable que hubiese estado implicado en esta acción en concreto.

### Estancia en Venezuela
En 1896 regresa a Canarias, residiendo unos meses en Santa Cruz de Tenerife para luego volver a emigrar, esta vez hacia Caracas, la capital de Venezuela. Será a partir de este momento cuando Secundino comience a ocuparse de la "cuestión nacional canaria". La formación política e ideológica de Delgado tiene lugar en el exterior del archipiélago, y a su regreso a las islas, decide volcar su lucha hacia la independencia de Canarias, aplicando la idea de “liberación de las naciones oprimidas”. Esta estancia en las islas será breve, pues ha de expatriarse de nuevo debido a los movimientos del general Valeriano Weyler para ordenar su ingreso en prisión. 
Ya en Venezuela Secundino Delgado comienza a establecer contactos con la colonia canaria que allí residía, con objeto de organizar un movimiento independentista canario y difundir estas ideas (a través de una publicación que se titulará El Guanche). Esta vez las personas con las que toma contacto proceden de la pequeña burguesía republicana de La Palma, relacionadas también con la masonería; se trata de José Esteban Guerra Zerpa, que había trabajado en el periódico El Time y fundado el Diario de Avisos (más tarde dejaría la dirección de este periódico, que evolucionaría hacia el conservadurismo); y otro personaje que se intuye que pueda ser Francisco Brito Lorenzo. Sin embargo, a pesar de que sus colaboradores no procedieran de este ambiente, Secundino mantendrá en esta etapa su discurso obrerista. Se funda así el periódico El Guanche, con Secundino como director y redactor, el cual tendrá como lema “sólo por las Canarias y para los canarios”, debido a la prohibición que hacía la legislación venezolana sobre la participación extranjera en la política del país (que afectaba también a la difusión de propaganda); ello no impide, sin embargo, que Secundino continúe firmando artículos donde hable del internacionalismo, y del proletariado como “una sola familia”. Pero El Guanche de ningún modo se trata de un periódico obrerista, y de hecho parte de su financiación procede de los comerciantes isleños de Venezuela, por tanto no es igual el discurso de Secundino que el discurso populista e interclasista de algunos de los colaboradores. Por otro lado cabe destacar que los redactores de El Guanche apuestan decididamente por la independencia de Canarias, rechazándose explícitamente las propuestas autonomistas. En el discurso de El Guanche también son habituales los ataques al caciquismo. 
El periódico se publica en un contexto en el que la guerra en Cuba está muy presente, y ello se ve reflejado en el contenido del mismo, haciéndose continuos llamamientos a los canarios a no participar en el ejército español (ya desde El Esclavo el propio Secundino Delgado había hecho llamamientos a los “voluntarios forzados” de toda España a rebelarse contra su propio ejército y unirse a los revolucionarios obreros que luchaban por la independencia de Cuba).
El Guanche no tuvo una difusión muy amplia, sin embargo causará una cierta preocupación en Venezuela, y es encarcelado por las propias autoridades venezolanas. El Guanche seguirá sin embargo publicando algunos números más, con la dirección ahora de Guerra Zerpa.
La intervención militar de Estados Unidos en el conflicto de Cuba, Puerto Rico y Filipinas incidirá en el cierre definitivo de El Guanche. Esta intervención producirá un auge del españolismo, que afectará a la propia comunidad canaria de Venezuela. A esto hay que añadir los temores de los propios redactores de El Guanche y del entorno del nacionalismo canario a que los norteamericanos invadieran Canarias. Si bien siguen atacando a España por su actitud en las Antillas y en Canarias (acusando a Madrid de ser culpables del conflicto), debido a la coyuntura deciden suspender la publicación del periódico hasta que el conflicto quedara resuelto.

### Regreso a Canarias
Secundino Delgado es expulsado de Venezuela en 1898 y regresa a Canarias. 
Si bien, como ya señalamos anteriormente, desde la segunda mitad del siglo XIX comenzaron a aparecer organizaciones obreras en territorio canario, pero será a partir de 1900 cuando se produzca el despegue del movimiento obrero en las islas. En estos momentos se estaban introduciendo los nuevos monocultivos del plátano o el tomate, y a la vez comienza a aparecer una tendencia a la proletarización agraria y un crecimiento del proletariado urbano. También tendrán una gran importancia las actividades portuarias en Santa Cruz de Tenerife y Las Palmas de Gran Canaria, las dos principales ciudades del archipiélago.
El periodista y tipógrafo José Cabrera Díaz promoverá la creación de asociaciones obreras, y la asociación de todos los gremios de trabajadores. Comienza así una incipiente conciencia de clase y la idea de unir a todos los trabajadores varones (si bien comienzan a aparecer tímidamente algunas reivindicaciones tendentes a la igualdad entre sexos, cercanas al feminismo). Se forma así la Asociación Obrera de Canarias, y su órgano de expresión, el periódico El Obrero. José Cabrera Díaz será el presidente de dicha asociación, en la que también participará Secundino Delgado. 
Si bien en la Asociación Obrera de Canarias había presencia de anarquistas (como el propio Secundino Delgado) y socialistas, el posicionamiento de la asociación, o al menos de parte de sus dirigentes, tendían hacia el reformismo. Esto puede observarse en los artículos publicados en El Obrero, si bien ello no quiere decir que de vez en cuando se publicaran artículos y discursos con planteamientos más radicales. De todas maneras la conciencia de clase no estaba todavía del todo formada en Canarias, y en la Asociación Obrera podemos llegar a encontrar incluso a monárquicos (si bien posteriormente romperán con ella). Si bien Secundino Delgado partía de una tradición cercana al anarquismo, y ya había defendido la lucha de clases con anterioridad, al ver que su discurso no logra calar lo suficiente en los trabajadores Canarios decide adaptarse en parte al discurso vigente en la Asociación Obrera de Canarias. Por otro lado hay que seguir teniendo en cuenta la reacción españolista que tiene lugar tras el 98, lo que imposibilita que puedan defenderse planteamientos independentistas. A esto hay que sumar la dependencia económica de Canarias con respecto a Inglaterra, que ya es señalada por el propio Secundino. 
Desde la Asociación Obrera de Canarias, Secundino y otras personas promoverán la creación de un partido obrero que se presentara a las elecciones. Surge así el que está considerado por muchos como el primer partido de tipo obrero de Canarias: el Partido Popular Autonomista (PPA). De nuevo nos encontramos con que el discurso no es homogéneo, y se entremezclan los planteamientos interclasistas y moralistas, con otros donde se plantea la lucha de clases. Donde sí parece haber unidad de criterios es en lo que respecta a la cuestión del anticaciquismo. El PPA pretendía presentarse también como una alternativa al caciquismo.
El PPA se declaraba como autonomista, llegando a negar en varias ocasiones que fuera una organización que defendía la independencia de Canarias. Autores como Jesús de Felipe Redondo llegan a negar el carácter nacionalista del PPA, si bien admite que en él había algunos nacionalistas como Secundino Delgado. De todas formas, el concepto que presenta este autor aquí de nacionalismo es bastante restrictivo, identificando este concepto con el nacionalismo que surge en el siglo XIX y muy relacionado con el romanticismo. 
El PPA se presentará a las elecciones municipales de 1901, mas sin lograr buenos resultados, obteniendo un concejal en el Ayuntamiento de Santa Cruz de Tenerife. La explicación de este fracaso electoral hay que buscarlas, por un lado, en la propia estructura política de la capital del Archipiélago Canario en esos momentos y, sobre todo, por la propia situación de la Asociación Obrera de Canarias conducida por el interés particular de Secundino Delgado, al terreno de la lucha electoralista cuando desde sus inicios había quedado meridianamente claro que la asociación tenía un carácter apartidista, en parte producto del empuje de sus componentes más conservadores que temían que existiera un partido que se nutriera del voto obreros y, en parte también, por la impronta del anarquismo entre las clases trabajadoras de la ciudad. No se hizo esperar el debate interno en la Asociación Obrera de Canarias que rápidamente se desvinculará totalmente del Partido Popular Autonomista. Esto explica que Secundino Delgado, privado del órgano de expresión de la Asociación, El Obrero, fundara un periódico con la cabecera ¡Vacaguaré!, el cual tendrá una vida muy efímera. Los redactores de este nuevo periódico eran Secundino Delgado y Manuel Déniz, con algunas colaboraciones de José Cabrera Díaz. Este periódico defenderá más o menos los mismos postulados que el PPA.
En 1902 Secundino Delgado es detenido, acusado por el ministro de la Guerra, el general Valeriano Weyler, de fabricar el explosivo utilizado en el atentado contra la Capitanía General de La Habana en 1896. Será trasladado a la Cárcel Modelo de Madrid, donde será visitado por el anarquista Fermín Salvochea (que fue alcalde de Cádiz) y por Nicolás Estévanez. Este periodo de prisión sería luego relatado por el propio Secundino en su libro “¡Vacaguaré...! (Vía-Crucis), publicado en el Yucatán con el seudónimo de Antonio Rodríguez López (poeta palmero que había publicado el relato “Vacaguaré”, con la historia de Tanausú y la princesa Acerina). En esta etapa el discurso de Secundino vuelve a acercarse al anarquismo y al independentismo. A su salida de prisión tras ser puesto en libertad sin cargos, escribirá dos relatos para la publicación anarquista Revista Blanca.
Regresará a Canarias y años más tarde durante un tiempo estará viajando por el continente americano, visitando a Nicolás Estévanez en La Habana y publicando en México el ya mencionado “¡Vacaguaré! (Vía-Crucis)”. En 1910 vuelve a su tierra. En esta época mueren su hijo y su hija, y al poco tiempo, en 1912, moría Secundino Delgado a causa de una tisis pulmonar, siendo su residencia en la calle Progreso, del barrio Duggi, en la capital tinerfeña.

## Obra e ideología

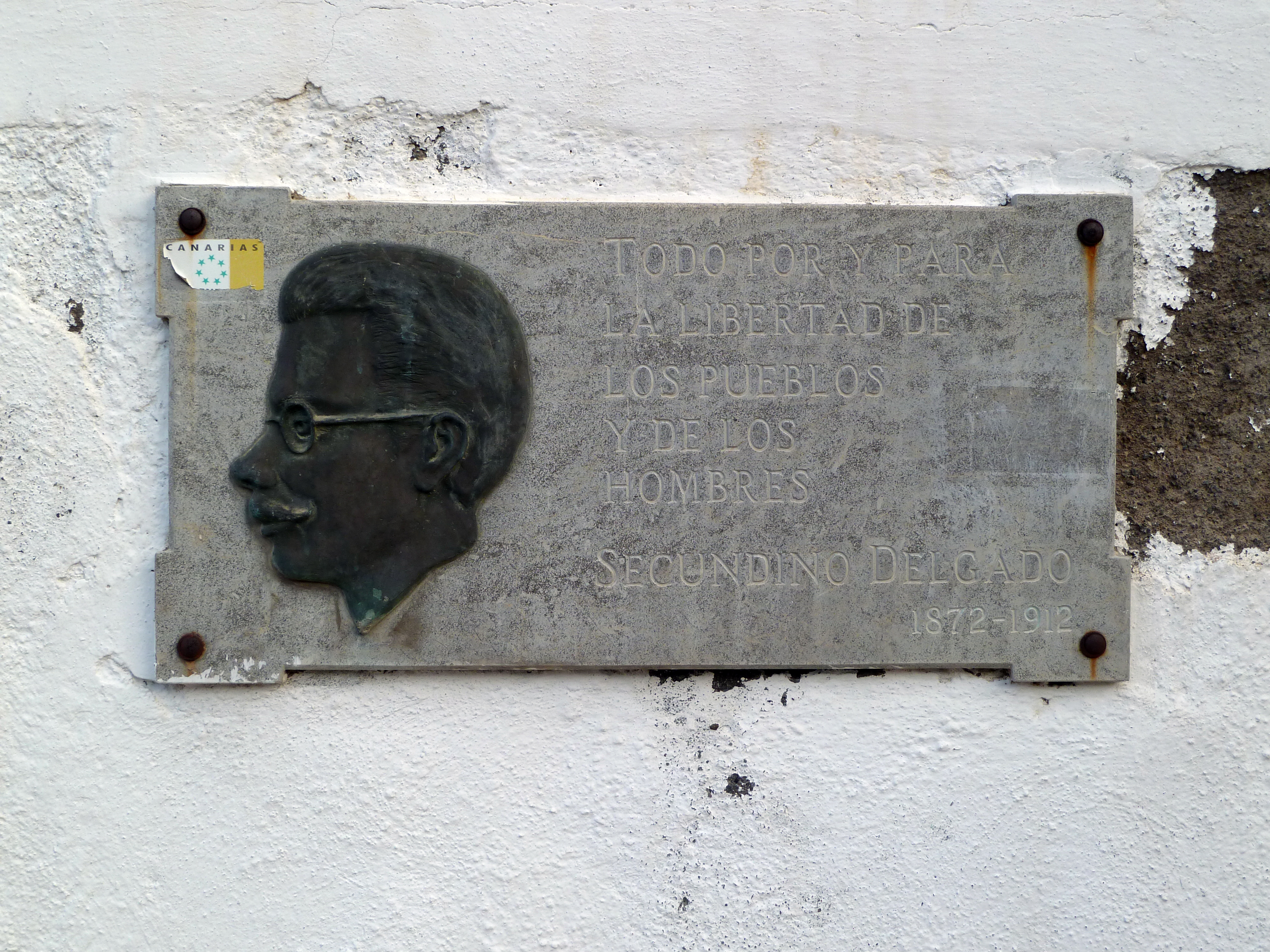
Lápida en memoria del prócer nacionalista Secundino Delgado, colocada en el cementerio de San Rafael y San Roque, en Santa Cruz de Tenerife.

La obra escrita de Secundino Delgado se limita a una serie de artículos, algunos poemas y relatos literarios y una obra autobiográfica. En su pensamiento se halla presente una cierta influencia del anarquismo, si bien éste no aparecerá igual de claro a lo largo de toda su vida. También el propio Secundino hablará de influencias del federalista Francisco Pi y Margall, que llegó a ser presidente durante la Primera República Española. Otra característica de Secundino es el romanticismo que se hallará siempre presente en sus textos, un romanticismo cargado a la vez de pesimismo, como se observa en sus cuentos y relatos literarios. No hay un “guanchismo” propiamente dicho en Secundino, sino una reivindicación romántica de su figura, considerándose heredero moral de la lucha de estos, no heredero biológico. También se debe tener en cuenta el carácter internacionalista de Secundino, y de la unión de liberación nacional con la liberación social. 
Para terminar habría que señalar una serie de elementos que se le atribuyen falsamente a Secundino Delgado.
Uno de ellos es la bandera azul con las siete estrellas blancas, que ha llegado a ser denominada como la “bandera de Secundino”; sin embargo, Secundino no tuvo nada que ver en la elaboración de dicha bandera, y es muy poco probable que llegara a utilizarla. Se trata en realidad de una bandera que fue ondeada en el Ateneo de La Laguna a inicios del siglo XX.
El otro elemento es la fundación del Partido Nacionalista Canario. El PNC se funda en 1924 en La Habana, años después de que Secundino hubiese muerto. Si bien se autoproclamarían como herederos del pensamiento de Secundino Delgado, en realidad las propuestas capitalistas y burguesas del PNC poco tendrían que ver con las ideas de Secundino, a pesar de que el partido fuera fundado por un antiguo colaborador de éste, Cabrera Díaz, quien si ya los planteamientos que defendió en la Asociación Obrera de Canarias llegaron a ser calificados de reformistas, los planteamientos que defenderá en Cuba ya sí que no tienen ningún elemento obrerista. Por otro lado, en el caso de Cabrera Díaz nos encontramos con que empieza a defender la independencia (el PNC en Cuba era abiertamente independentista) cuando sale de Canarias. El periódico del PNC, sin embargo, llegará a publicar un texto donde se defendía la independencia desde un punto de vista marxista, de la necesidad de una liberación nacional unida a una liberación social, y volviendo a señalarse el hecho de la dependencia tanto de España como del Reino Unido que ya fuera señalado en su día por Secundino.